# Sigmund Schuckert

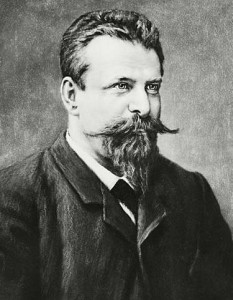
Sigmund Schuckert

Johann Sigmund Schuckert, född 18 oktober 1846 i Nürnberg, död 17 september 1895 i Wiesbaden, var en tysk industriman. 
Sigmund Schuckert började sin bana som mekanisk arbetare, tillbringade flera år i USA, där han bland annat hade anställning vid Edisons fabriker, samt grundade 1873 en liten verkstad i sin födelsestad, där han ägnade sig åt arbeten inom det elektrotekniska området. Han konstruerade en dynamomaskin, som fick stor användning, och lyckades driva upp sitt företag till en ledande ställning inom den elektrotekniska industrin. Schuckert-Werke sammanslogs 1903 med firman Siemens & Halske i Berlin till den stora sammanslutningen Siemens-Schuckert-Werke. År 1911 restes över Schuckert en minnesvård i Nürnberg.